# Música muisca

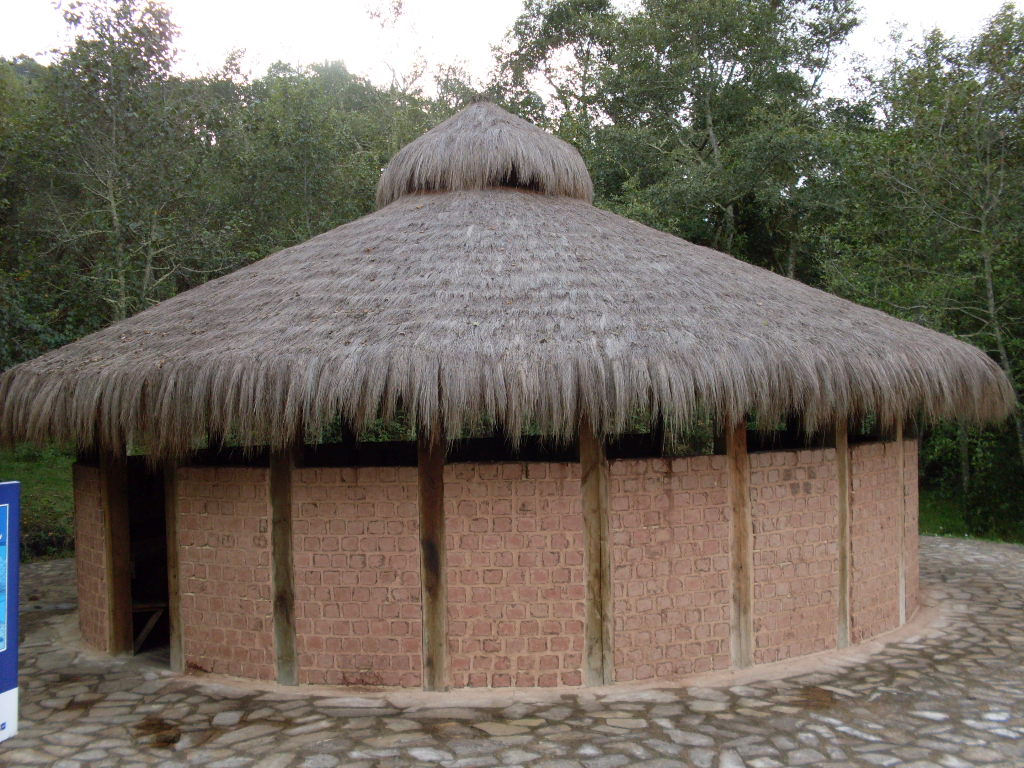
Cuando los muiscas construían sus casas (bohíos) cantaban y bailaban construyendo al ritmo de la música.

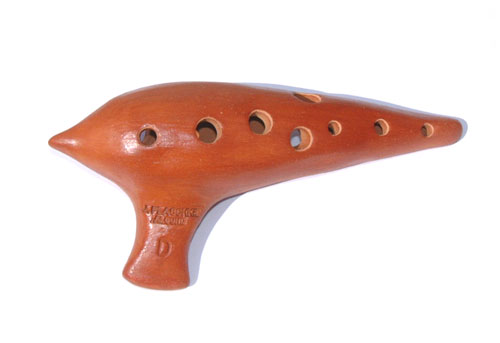
La ocarina era uno de los instrumentos que utilizaban los muiscas para su música.

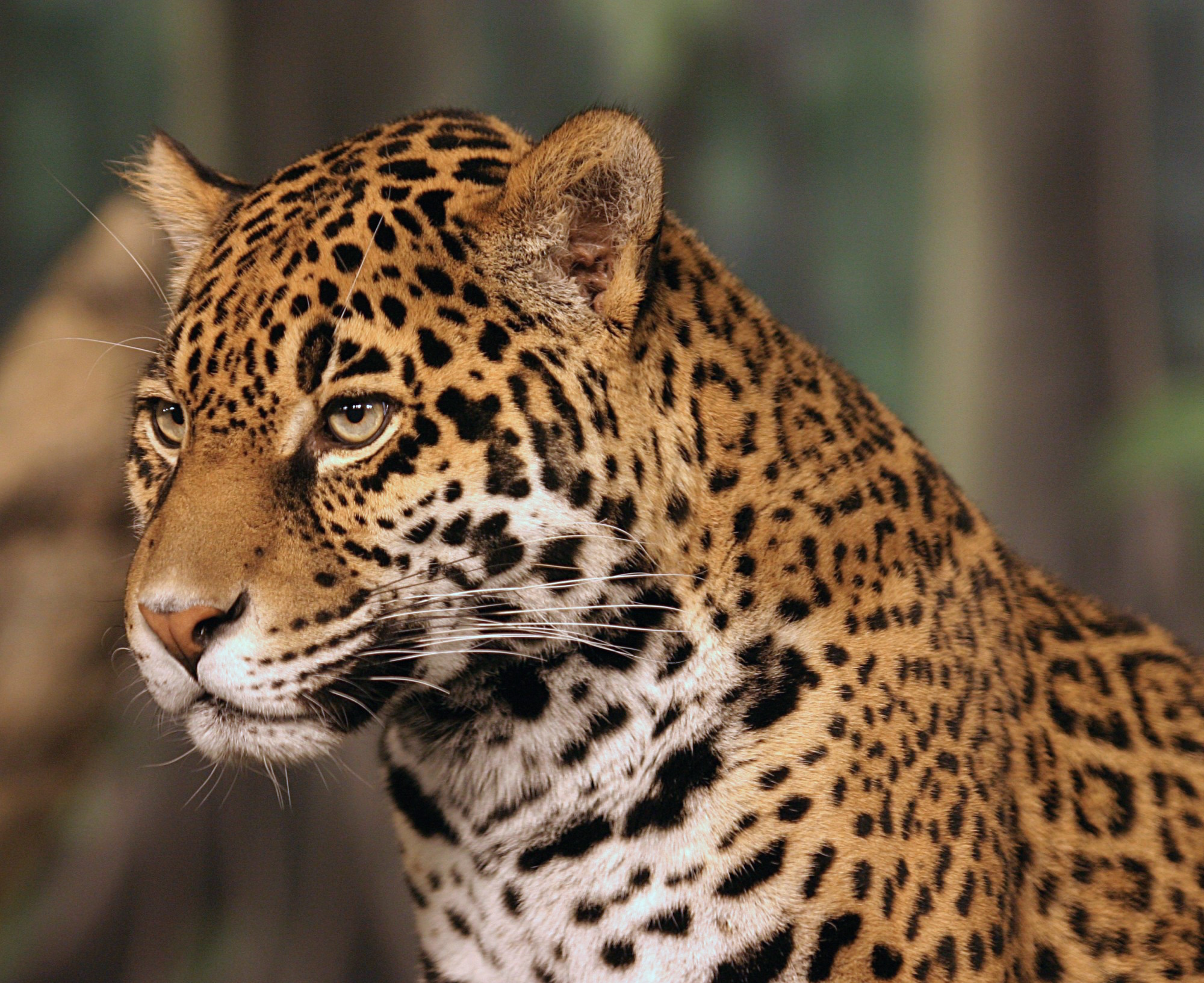
El jaguar era considerado un animal sagrado por lo que los muiscas se vestían como él para complacer a sus dioses.

La música muisca describe el uso de la música por parte de los muiscas. Los muiscas estaban organizados en la Confederación muisca antes de la conquista española de los muiscas del Altiplano cundiboyacense central de la actual Colombia. Los muiscas utilizaban la música en sus rituales religiosos, para dar la bienvenida al nuevo cacique y durante la cosecha, la siembra y la construcción de las viviendas.

## Música muisca
La música de los muiscas era producida en un sentido mágico-religioso; la música era interpretada durante los rituales religiosos donde el pueblo muisca se reunía para adorar al Sol (Sué), a la Luna (Chía) y otras deidades. La música servía de esperanza a los guerreros güechas y para aliviar el dolor de los muertos.
Según los cronistas españoles, la música de los muiscas era triste y monótona.[cita requerida] La gente podía tocar música durante eventos que duraban un mes entero para complacer a sus dioses, donde cantaban sobre las guerras libradas y rogaban a los dioses por la victoria en guerras futuras. Cada vez que había una guerra, los muiscas bailaban y cantaban.
También durante la siembra y la cosecha en su agricultura, la gente cantaba y bailaba continuamente. Mientras cantaban retiraban las piedras sueltas de los campos de cultivo. Los sacrificios, a veces de carácter humano, estaban acompañados de música, danzas y cantos. También cuando se instalaban nuevos caciques como gobernantes de sus territorios se interpretaba música y danzas.
Cuando los muiscas construían sus casas (bohíos), cantaban, bailaban y movían la madera de sus casas al ritmo de la música. Se vistieron con diademas de oro y bebieron mucha chicha. Durante estos rituales estaban acompañados por su dios de la construcción y la embriaguez, Nencatacoa.

### Instrumentos
Para su música los muiscas utilizaban principalmente flautas, tambores y fotutos; instrumentos musicales hechos de conchas o caracoles. También utilizaban ocarinas. Los muiscas también utilizaban zampoñas y copas sonajas con una piedrita en su interior para sus composiciones musicales.

### Danzas
Las danzas de las épocas de cosecha y siembra del calendario muisca se realizaban con plumas y trajes que representaban osos, jaguares y otros animales.  Los bailes que realizaban cuando construían sus casas eran mixtos; mujeres y hombres bailaban tomados de la mano.